# Calothamnus gibbosus
Calothamnus gibbosus är en myrtenväxtart som beskrevs av George Bentham. Calothamnus gibbosus ingår i släktet Calothamnus och familjen myrtenväxter. Inga underarter finns listade i Catalogue of Life.